# Аракс
Вижте пояснителната страница за други значения на Аракс.
Аракс (на турски: Aras; на кюрдски: Erez; на арменски: Արաքս; на азербайджански: Araz; на персийски: ارس) е река в Закавказието, десен, най-голям приток на Кура, протичаща по територията на Турция, Армения, Азербайджан и Иран. Дължина 1072 km, площ на водосборния басейн 102 хил. km² (54% от водосборния басейн на Кура).

## Течение

### Горно течение
Река Аракс води началото си от северните склонове на връх Бингьол, най-високата точка (3250 m) на хребета Бингьол (западната част на Арменската планинска земя), в южната част на вилаета Ерзурум, Североизточна Турция. В горното си течение Аракс е типична планинска река. Първите около 160 km тече основно в североизточно направление, между хребетите Паландьокен и Чахирбаба на северозапад и Агридаг на югоизток. След навлизането си във вилаетите Карс и Ъгдър завива на изток и протича успоредно, по северното подножие на хребета Агридаг. В този участък получава множество предимно къси притоци. По течението ѝ са разположени множество населени места, като най-голямо е град Кагизман.

### Средно течение
При устието на левия си приток река Ахурян, Аракс излиза от планината и навлиза в западната част на Араратската равнина. Оттук реката завива на югоизток, след това на изток, а накрая на североизток, като на протежение от около 500 km последователно е гранична река между Армения и Турция, Азербайджан и Турция, Азербайджан и Иран, Армения и Иран и отново Азербайджан и Иран.
В участъка на армено-турската граница реката протича през Араратската равнина, като тук долината ѝ се разширява, тече в ниски брегове и често се разделя на ръкави. Основни притоци са: Ахурян, Касах, Раздан, Ведичай (леви); Кипхбулак, Синагбаш, Карасу (десни). В близост до бреговете ѝ са разположени градовете Арташат и Арарат в Армения и Аралик (Башкьой) в Турция.
В участъка на азербайджано-турската и азербайджано-иранската граница Аракс тече в югоизточно, а след това в източно направление, Като след устието на река Нахичеванчай долината ѝ става каньоновидна. Преди навлизането си в каньона на реката е изграден голям хидровъзел. Основни притоци са: Арпа, Нахичеванчай, Алинджачай, Гилянчай (леви); Сарису, Котурчай, Дерезизчай (десни). В този участък градовете покрай реката са Шарур, Нахичеван, Джулфа и Ордубад в Нахичеванската автономна република на Азербайджан и Джулфа в Иран.
В участъка на армено-иранската и азербайджано-иранската граница река Аракс постепенно променя посоката си в североизточна, като тече в дълбока каньоновидна долина, заградена от високи планински хребети Зангезурски, Мегрински, Карабахски от север и Карадаг от юг. Тук в нея се вливат реките: Мегра, Ахчучай, Воротан, Кенделанчай (леви); Титичай, Илгенечай, Келейбарчай, Селинчай, Карасу (десни). На левия ѝ бряг в Армения е разположен град Мегри. При селището от градски тип Горадиз (Азербайджан) Аракс излиза окончателно от планините и навлиза в югозападната част на Куро-Аракската низина.

### Долно течение
Последните 100 km от течението си Аракс тече на североизток през Куро-Аракската низина, като около 60 km от тях продължава да бъде гранична река между Азербайджан и Иран и накрая окончателно навлиза в азербайджанска територия. Тук реката тече в корито, което малко по-високо от околната среда през Муганската и Милската равнини (части от Куро-Аракската низина). Влива се отдясно в река Кура, при нейния 236 km от устието ѝ, на -15 m н.в., западно от град Сабирабад. В този участък по течението ѝ са разположени градовете: Имишли и Саатли в Азербайджан и Парсабад в Иран.

## Хидроложки показатели
Подхранването на реката е смесено с преобладаване на подземното (грунтовото) и снежното. Пълноводие от март до юни, а през ноември и декември често явление са бурните прииждания в резултат на поройни дъждове. Ежегодно реката влива в Кура 7,6 km³ вода и отлага по бреговете си над 16 млн. т наноси.

## Икономическо значение
Въпреки голямата си дължина Аракс е маловоден, поради което реката не е плавателна. В долното си течение водите му се използват за напояване. Изграден е канал, по който в Аракс се прехвърлят част от водите на река Кура. На границата между Азербайджан и Иран в района на град Нахичеван е изграден голям хидровъзел и ВЕЦ.